# 大沢基重
大沢 基重（おおさわ もとしげ）は、江戸時代前期の高家旗本。通称は虎松。官位は従四位下・侍従、右京亮。

## 生涯
大沢基宿の長男として誕生した。
慶長15年（1610年）、従五位下・侍従・右京亮に叙任する。同年、部屋住ながら、2代将軍・徳川秀忠に召し出されて、「近侍」することになる。また、遠江国敷知郡内で1000石を賜る。慶長19年（1614年）、大坂冬の陣に際し、水野忠清の部隊に所属し参加する。元和元年（1615年）、大坂夏の陣に参加し、首一級を得る戦功を挙げる。
寛永9年（1632年）9月12日、父・基宿の隠居により家督を相続する。寛永17年（1640年）、基宿の死去により、その遺領と合わせて2550石余を領有する。寛永18年（1641年）3月、同年7月、正保2年（1645年）5月と3度にわたって朝廷に対する幕府の使者として上洛する。実質的な高家職の役割を果たす。正保2年（1645年）6月10日、従四位下に昇進する。慶安2年（1649年）7月、朝廷に対する幕府の使者として上洛する。慶安3年（1650年）5月26日、死去。享年49。

## 系譜
子女は3男3女。3女とも尚親の妹。
- 父：大沢基宿
- 母：一条信龍娘
- 正室：近藤季用娘
- 生母不明の子女
  - 長男：大沢基将
  - 次男：大沢尚親
  - 三男：大沢基哲
  - 女子：土方勝次室
  - 女子：中野弘吉室
  - 女子：松平乗延室